# Ziano Piacentino
Ziano Piacentino este o comună în Provincia Piacenza, Italia. În 2011 avea o populație de 2642 de locuitori.

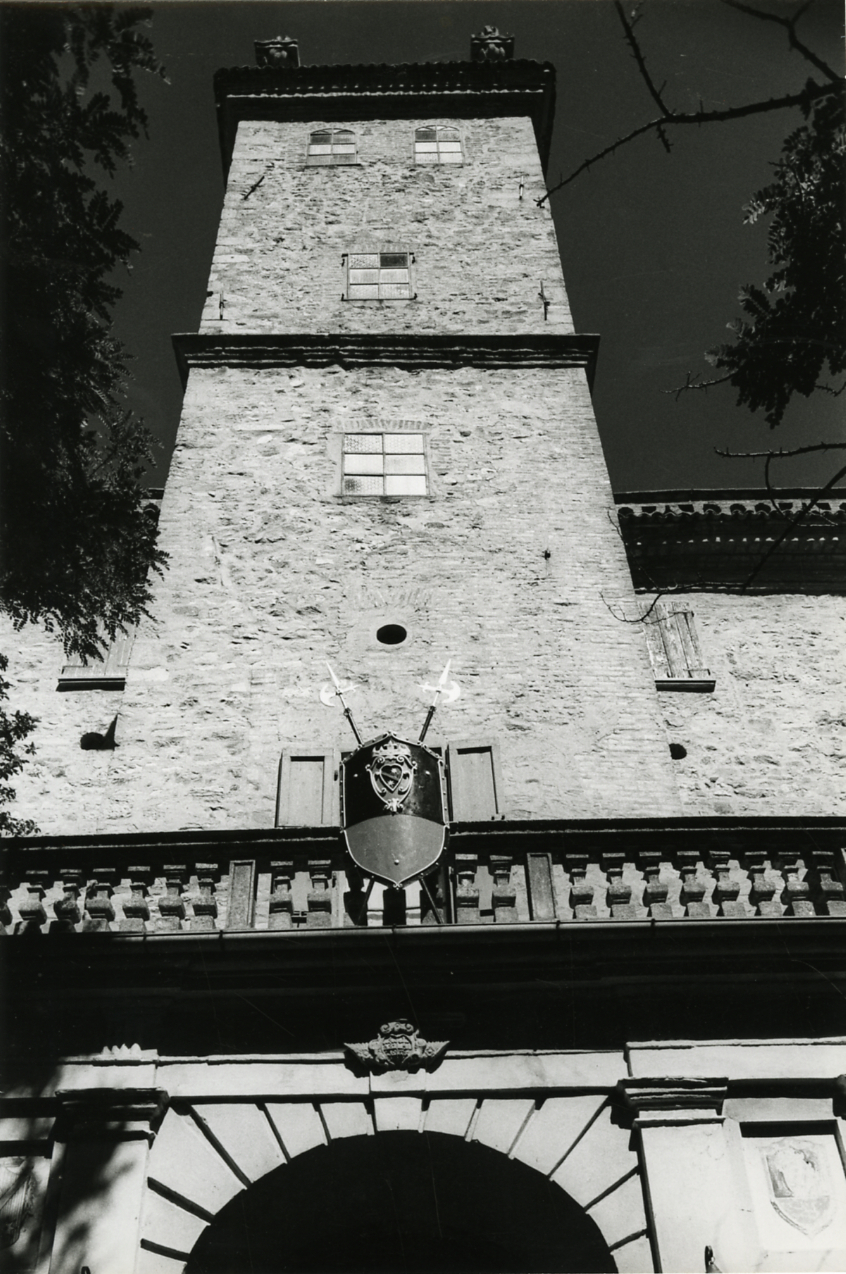
Paolo Monti, 1981

## Demografie
Ziano Piacentino - evoluția demografică

|  | Graficele sunt indisponibile din cauza unor probleme tehnice. Mai multe informații se găsesc la Phabricator și la wiki-ul MediaWiki. |

Date: Recensăminte sau birourile de statistică - grafică realizată de Wikipedia